# Lex loci delicti commissi
De lex loci delicti commissi is een Latijnse uitdrukking die betekent 'de wet van de plaats van het misdrijf' (in de zin van onrechtmatige daad). Met deze term gaf men in het Belgisch internationaal privaatrecht aan dat de gevolgen van een onrechtmatige daad - in principe - geregeld werden door de wet van het land waar de onrechtmatige daad werd begaan. Voor de inwerkingtreding van het Belgische Wetboek van internationaal privaatrecht paste de Belgische rechtspraak onverminderd de wet van de plaats van de onrechtmatige daad toe op onrechtmatige daden in het buitenland gepleegd. Een moord door een Belg gepleegd op een andere Belg in het buitenland, werd op burgerlijk gebied behandeld volgens die buitenlandse wet. 

## Het Wetboek van internationaal privaatrecht
Door de wet van 16 juli 2004 werd het Wetboek van internationaal privaatrecht in België ingevoerd. Dit wetboek gooide het principe van de lex loci delicti commissi overboord.
Artikel 99, § 1, van het Wetboek van internationaal privaatrecht bepaalt dat verbintenissen die voortvloeien uit een onrechtmatige daad beheerst worden:
- ten eerste door het recht van de Staat op wiens grondgebied de aansprakelijke persoon en degene die schade lijdt hun gewone verblijfplaats hebben op het tijdstip dat de onrechtmatige daad zich voordoet;

- bij gebreke van gewone verblijfplaats op het grondgebied van eenzelfde Staat, door het recht van de Staat op wiens grondgebied de schadelijke handeling en de schade zelf zich helemaal hebben voorgedaan of dreigen zich te zullen voordoen;

- in de overige gevallen, door het recht van de Staat waarmee de betrokken verbintenis de nauwste banden heeft.

Bijzondere regels gelden voor:
- eerroof of schending van de persoonlijke levenssfeer of van persoonlijkheidsrechten;

- ongeoorloofde mededinging of oneerlijke handelspraktijk;

- schade aan goederen of personen ten gevolge van een aantasting van het milieu;

- productaansprakelijkheid;

- verkeersongeval op de weg.

## Verkeersongevallen op de weg
Voor verkeersongevallen op de weg geldt de regeling van het Verdrag inzake de wet welke van toepassing is op verkeersongevallen op de weg, goedgekeurd bij de wet van 10 februari 1975, een verdrag van 's Gravenhage (Den Haag) van 4 mei 1971, waarvan onder dit trefwoord alleen de hoofdlijnen worden gegeven. Dit Verdrag is o.a. bindend voor België, Bosnië-Herzegovina, Frankrijk, Kroatië, Letland, Litouwen, Luxemburg, Nederland, Oostenrijk, Polen, Servië en Montenegro, Slowakije, Slovenië, Spanje, Tsjechië, Noord-Macedonië, Wit-Rusland, en Zwitserland.
De op een verkeersongeval op de weg van toepassing zijnde wet is de interne wet van de Staat op welks grondgebied het ongeval heeft plaatsgevonden (artikel 3 van het Verdrag). Dit is een toepassing van de lex loci delicti commissi in de zuiverste vorm. Artikel 3 van het Verdrag bepaalt de algemene regel. 
Artikel 4 van het Verdrag bepaalt dat onverminderd de regeling vervat in artikel 5 in de volgende gevallen wordt afgeweken van het bepaalde in artikel 3 :
a) wanneer slechts een enkel voertuig bij het ongeval is betrokken (bijvoorbeeld een in België ingeschreven auto rijdt in Nederland tegen een boom) en dit voertuig is ingeschreven in een andere Staat dan die op welks grondgebied het ongeval heeft plaatsgevonden, is de interne wet van de Staat van inschrijving (lex vehiculi) van toepassing op de aansprakelijkheid;
- jegens de bestuurder, houder, eigenaar of elke andere persoon die enig recht heeft op het voertuig, zonder acht te slaan op hun gewoon verblijf,

- jegens een slachtoffer dat passagier was, indien het zijn gewoon verblijf had in een andere Staat dan in die op welks grondgebied het ongeval heeft plaatsgevonden,

- jegens het slachtoffer dat zich ter plaatse van het ongeval buiten het voertuig bevond, indien het zijn gewoon verblijf had in de Staat van inschrijving.

Wanneer er twee of meer slachtoffers zijn, wordt de van toepassing zijnde wet ten aanzien van elk van hen afzonderlijk vastgesteld;
b) wanneer twee of meer voertuigen bij het ongeval zijn betrokken, is het bepaalde onder a alleen van toepassing, indien die voertuigen allen in dezelfde Staat ingeschreven zijn (bijvoorbeeld twee in België ingeschreven auto's botsen in Nederland);
c) wanneer een of meer personen die zich ter plaatse van het ongeval buiten het voertuig of de voertuigen bevonden bij het ongeval zijn betrokken en aansprakelijk zouden kunnen zijn, is het bepaalde onder a en b slechts van toepassing indien deze personen allen hun verblijf hadden in de Staat van inschrijving (bijvoorbeeld twee in België ingeschreven voertuigen komen in Italië met elkaar in botsing door de fout van een in België wonende Belg). Dit geldt ook, wanneer deze personen tevens slachtoffer zijn van het ongeval.
Artikel 5 van het Verdrag bepaalt dat de wet welke krachtens de artikelen 3 en 4 van toepassing is op de aansprakelijkheid jegens een passagier tevens de aansprakelijkheid voor schade aan in het voertuig vervoerde goederen die zijn eigendom zijn of die aan hem waren toevertrouwd beheerst.
De wet die krachtens de artikelen 3 en 4 van toepassing is op de aansprakelijkheid jegens de eigenaar van het voertuig beheerst de aansprakelijkheid voor schade aan andere in het voertuig vervoerde goederen dan die bedoeld in de voorgaande alinea.
De aansprakelijkheid voor schade aan goederen die zich buiten het voertuig of de voertuigen bevonden wordt beheerst door de interne wet van de Staat op welks grondgebied het ongeval heeft plaatsgevonden. De aansprakelijkheid voor schade aan de persoonlijke eigendommen van een slachtoffer dat zich buiten het voertuig of de voertuigen bevond wordt evenwel beheerst door de interne wet van de Staat van inschrijving indien deze wet volgens artikel 4 van toepassing is op de aansprakelijkheid jegens het slachtoffer.